# Carmen Rischer
Carmen Rischer (* 16. Mai 1956 in Schwerte) ist eine ehemalige deutsche Rhythmische Sportgymnastin und dreifache Weltmeisterin.

## Werdegang
Rischer begann im Alter von fünf Jahren mit Ballett, 1971 wurde sie im Schulsport durch eine Lehrerin für die Gymnastik entdeckt. Die 1,53 Meter große Sportlerin besuchte eine Gymnastikschule in Dortmund.
Zwischen 1973 und 1981 wurde Rischer im Einzel 27 Mal deutsche Meisterin in unterschiedlichen Disziplinen der Rhythmischen Sportgymnastik.
Bei der Weltmeisterschaft 1975 gewann sie Gold in den Disziplinen Mehrkampf, Reifen und Band sowie jeweils Silber in den Disziplinen Ball und Keulen. 1977 war Rischer WM-Zweite in der Disziplin Band. 1980 gewann sie bei der Europameisterschaft die Bronzemedaille in der Disziplin Reifen. Rischer wurde von Trainerin Livia Medilanski betreut.
1977 wurde Rischer mit der Sportplakette des Landes Nordrhein-Westfalen ausgezeichnet.